# Turbonilla stimpsoni
Turbonilla stimpsoni är en snäckart som beskrevs av Bush 1899. Turbonilla stimpsoni ingår i släktet Turbonilla och familjen Pyramidellidae. Inga underarter finns listade i Catalogue of Life.